# Roel D’Haese

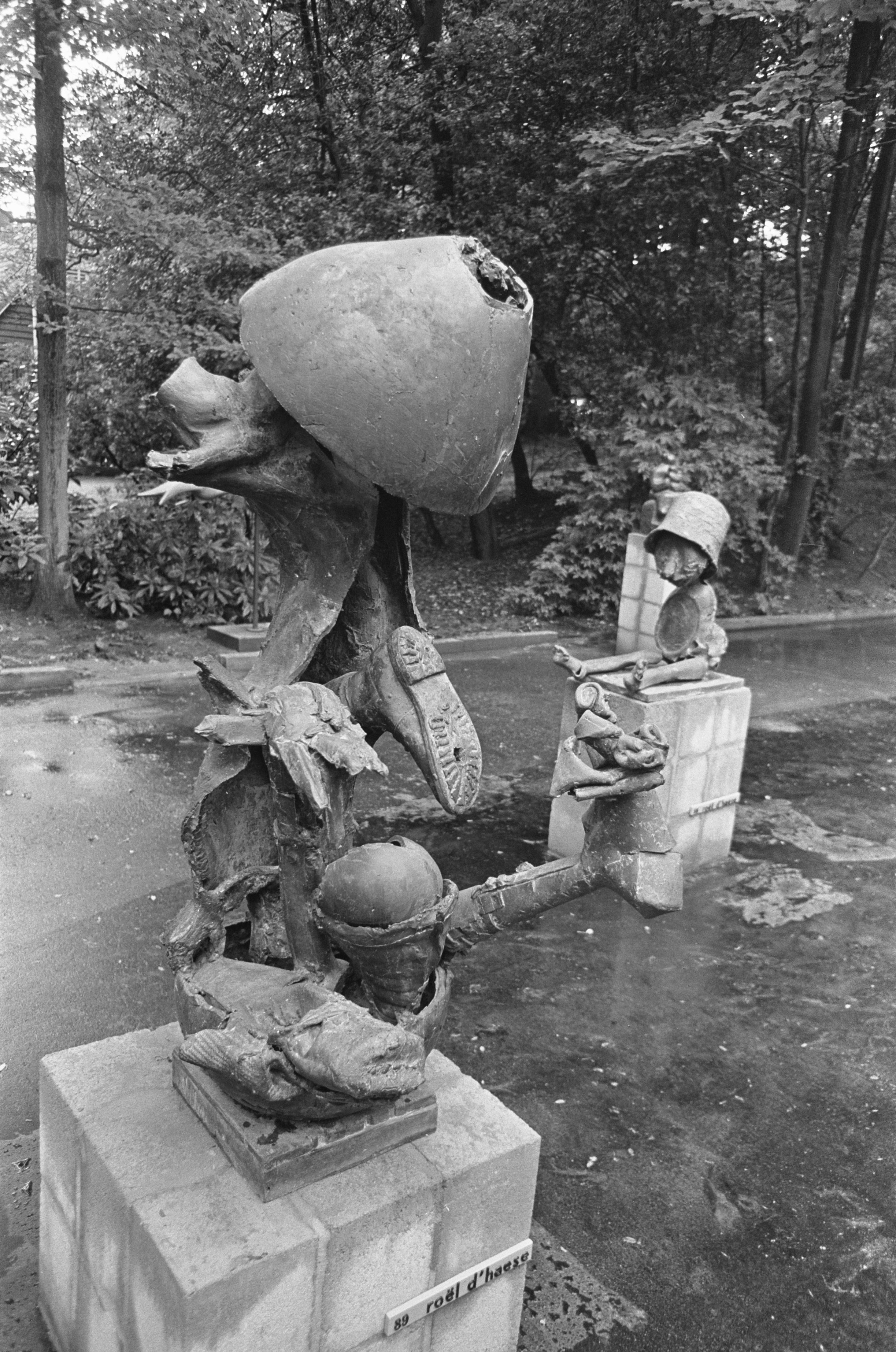
Patrice Lumumba von D’Haese (Sonsbeek 1966)

Roel D’Haese (* 26. Oktober 1921 in Geraardsbergen (französisch: Grammont), Belgien; † 18. Mai 1996 in Brügge, Belgien) war ein belgischer Bildhauer und Grafiker. Er gehörte zu den bedeutenden Vertretern der Modernen Kunst nach dem Zweiten Weltkrieg, der für seine surrealistischen Skulpturen bekannt ist.

## Leben
Fast die ganze Familie von Roel D’Haese widmete sich der Bildhauerei. Auch sein jüngerer Bruder Reinhoud D’Haese (1928–2007) und seine Schwester Begga D’Haese (* 1939), die mit dem Mediziner Herman Le Compte verheiratet war, sind Bildhauer. Roel D’Haese studierte von 1935 bis 1938 an der Akademie von Aalst und arbeitete danach im Atelier von Oscar Jespers in Brüssel. Im Jahr 1954 wurde er mit dem Prix Jeune Sculpture Belge ausgezeichnet.
Neben seiner Bildhauerei schuf Roel D’Haese zwischen 1957 und 1980 ein umfangreiches grafisches Werk, vornehmlich mit sarkastischen Tier- und Menschenfiguren. Im Jahr 1958 war er Teilnehmer der 29. Biennale von Venedig und im folgenden Jahr Teilnehmer der documenta II in Kassel in der Abteilung Plastik.
Im Jahr 1969 schuf er das bekannte Monumentalbild «L’Aviateur» für die Station Hermann-Debroux der Brüsseler Metro. 1977 war Roel D’Haese ein weiteres Mal Teilnehmer einer documenta in Kassel, der Documenta VI in der Abteilung Zeichnung. Im Jahr 1980 verlieh man ihm die Ehrendoktorwürde der Rijksuniversiteit von Gent.
Er lebte und arbeitete seit 1965 in Nieuwpoort und starb nach langer Krankheit 1996.